# Saint-Florent-sur-Auzonnet
Saint-Florent-sur-Auzonnet ist eine französische Gemeinde mit 1.203 Einwohnern (Stand: 1. Januar 2022) im Département Gard der Region Okzitanien. Saint-Florent-sur-Auzonnet gehört zum Arrondissement Alès und zum Kanton Rousson (bis 2015: Kanton Saint-Ambroix).

## Geografie
Saint-Florent-sur-Auzonnet liegt etwa 13 Kilometer nordnordöstlich von Alès am Auzonnet. Umgeben wird Saint-Florent-sur-Auzonnet von den Nachbargemeinden Robiac-Rochessadoule im Norden und Nordosten, Saint-Jean-de-Valériscle im Osten, Rousson im Süden und Südosten, Saint-Julien-les-Rosiers im Süden, Laval-Pradel im Westen und Südwesten sowie Le Martinet im Nordwesten.

## Bevölkerungsentwicklung
| Jahr                      | 1962 | 1968 | 1975 | 1982 | 1990 | 1999 | 2006 | 2012 |
| Einwohner                 | 2266 | 2146 | 1620 | 1520 | 1363 | 1126 | 1137 | 1221 |
| Quelle: Cassini und INSEE |      |      |      |      |      |      |      |      |

## Sehenswürdigkeiten
- Schloss Banne
- Schloss Chassagnes

## Gemeindepartnerschaften
Mit den Gemeinden und Ortschaften Saint-Florent in Frankreich besteht ein Bündnis. Es handelt sich um die Gemeinden Saint-Florent-sur-Cher im Département Cher, Saint-Florent im Département Loiret, Saint-Florent im Département Haute-Corse, Saint-Florent-le-Vieil im Département Maine-et-Loire, Saint-Florent-des-Bois im Département Vendée und Saint-Florent, ein Ortsteil von Niort, im Département Deux-Sèvres.